# Kitty Wilkinson

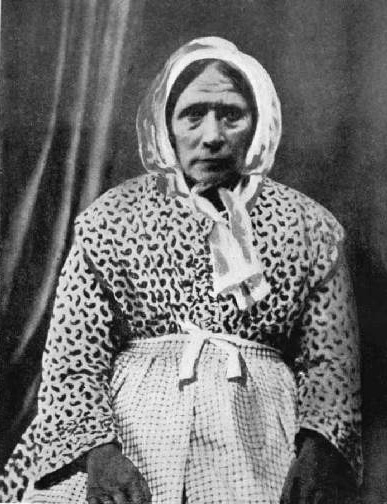
Kitty Wilkinson, el retrato publicado en Memoir de Kitty Wilkinson, 1927.

Catherine Wilkinson (1786–1860) fue una inmigrante irlandesa conocida como la Santa de los Barrios Bajos . En 1832, durante una epidemia de cólera,  tenía la única caldera de su barrio, por lo que invitó a aquellos con ropa o ropa de cama infectadas a usarla, salvando así muchas vidas. Este fue el primer lavadero público en  Liverpool. Diez años más tarde, con fondos públicos, sus esfuerzos dieron como resultado la apertura de un lavadero combinado y baños públicos, el primero en el Reino Unido.  

## Vida personal
Wilkinson nació como Catherine Seaward en el Condado Londonderry, Irlanda, y a la edad de nueve años se fue a Liverpool con sus padres, cuando su barco encalló en el  Mersey  y su padre y su hermana menor se ahogaron. A los doce años de edad fue a trabajar a una fábrica de algodón en Caton,  Mersey , donde fue aprendiz contratada. A los 20 años dejó la factoría y regresó a vivir con su madre en Liverpool, donde ambos estaban en el servicio doméstico. Poco después se casó con un marinero, Emanuel Demontee, aunque su madre siguió viviendo con ella. Después de que dos hijos en rápida sucesión, con su esposo se ahogaran en el mar, regresó al servicio doméstico. Pero poco después, al ser dotada de un mangle, una máquina usada para lavar ropa, se erigió en lavandera. En 1823, se casó con Tom Wilkinson, un portero de almacén, ambos continuaron viviendo en la casa de Denison Street que ella alquilaba.

## Cruzada
En 1832, el cólera golpeó con fuerza en Liverpool, como parte de la 1826–1837 pandemia de cólera. Wilkinson tomó la iniciativa para ofrecer el uso de su caldera, casa y patio a vecinos para lavar su ropa, con un cargo de 1 penique por semana, y les mostró cómo usar cloruro de cal para limpiarlos. La ebullición mata a la bacteria del cólera. Una vez que estas actividades llamaron la atención, Wilkinson fue apoyada por la Sociedad de Previsión del Distrito y William Rathbone convencida de la importancia de la limpieza en la lucha contra las enfermedades, impulsó el establecimiento de baños públicos donde los pobres pudieran bañarse. En 1842 se abrieron los baños públicos y el lavadero en la calle Upper Fredrick en Liverpool, y en 1846 Wilkinson fue nombrada superintendente de los baños públicos.

## Reconocimiento y legado
En 1846, el alcalde regaló a Wilkinson una tetera de plata de la reina Victoria con la inscripción "La reina, la reina viuda y las damas de Liverpool a Catherine Wilkinson, 1846". Wilkinson murió en Liverpool y fue enterrada en el antiguo cementerio de St James  con la inscripción:

CATHERINE WILKINSON. Murió el 11 de noviembre de 1860, a la edad de 73 años. Infatigable y abnegada era amiga de la Viuda. El apoyo del Huérfano. La intrépida e incansable enfermera de los enfermos. La creadora de baños y lavaderos para los pobres. "Por todo lo que echaron de su abundancia; pero ella de su deseo hizo todo lo que tenía, incluso toda su vida". San Marcos, capítulo 12, versículo 44.

En 2012, una estatua de mármol de Kitty Wilkinson fue descubierta en St George's Hall.
La organización sin fines de lucro Kitty's Laundrette, que lleva el nombre de Wilkinson, abrió sus puertas en Everton en 2018.
En mayo de 2017, los estudiantes de la Universidad de Liverpool votaron para cambiar uno de los nombres de las habitaciones en el edificio del Liverpool Guild. Después de 1.400 votos, se eligió cambiar el nombre de la sala a la sala Kitty Wilkinson.

## Biografías
En 1910 The Life of Kitty Wilkinson fue publicado por Winifred Rathbone, que proporcionó una historia más precisa de su vida que la que estaba disponible anteriormente en "Catherine of Liverpool" en Chambers' Miscellany.
En 2000, una biografía más completa, The Life of Kitty Wilkinson, fue escrita por el autor e historiador cívico de Liverpool Michael Kelly. Kelly también protagonizó un corto documental sobre la vida de Wilkinson, producido por un grupo de estudiantes de la Universidad Edge Hill en 2014, con el título Kitty: The Saint of the Slums.[cita requerida]